# Прокопишин Тарас Дмитрович
Тарас Дмитрович Прокопишин (нар. 6 березня 1991) — український журналіст та медіаменеджер. Співзасновник і керівник The Ukrainians Media .

## Життєпис
Народився на Тернопільщині. За освітою соціолог. Випускник історичного факультету Львівського національного університету імені Івана Франка. У 2010 році став студентським мером Львова і радником міського голови Андрія Садового. Закінчив магістерську програму з інновацій і підприємництва у Львівській бізнес-школі УКУ. У 2022-2023 роках навчався у Гарвардському університеті за програмою Nieman Fellowship від Nieman Foundation for Journalism. Мешкає у Львові.

## Професійна діяльність
Працював аналітиком у компанії pro.mova. Після Революції Гідності разом з журналістами Володимиром Бєгловим та Інною Березніцькою заснував онлайн-журнал The Ukrainians у 2014 році.
У 2015-2016 роках став одним з упорядників книги «theUKRAINIANS: історії успіху». Збірка вийшла друком у двох частинах у Видавництві Старого Лева.
Після 2018 заснований Тарасом Прокопишиним ЗМІ виріс до медійної екосистеми з чотирьох окремих видань (головний сайт The Ukrainians, Creatives, репортажне медіа Reporters, новинний ресурс «Новини здорової людини»), онлайн-радіо The Ukrainians, а також проєкту з промоції читання українськомовних книжок «Читанка» і студії The Ukrainians Storytelling Studio.
У 2019 стажувався у США за міжнародною програмою Digital Communication Network Exchange Program[недоступне посилання].

## Відзнаки
Фіналіст Премії імені Георгія Ґонґадзе 2019 року. Того ж року увійшов до списку премії «Top 30 Under 30» української англомовної газети KyivPost. Від нагороди відмовився через причетність Фонду Віктора Пінчука до тогорічних спонсорів.
У 2020 році внесений до списку переможців Премії «30 до 30» Міжнародної асоціації засобів масової інформації (INMA).